# Ángelo Pizzorno
Ángelo Matías Pizzorno Bracco (Montevideo, Uruguay, 21 de octubre de 1991) es un futbolista uruguayo. Juega como defensa central y su equipo actual es Club Los Chankas de la Liga 1 del Perú.

## Trayectoria
Realizó las divisiones menores en Danubio y Wanderers Atlético Club, club con el cual debutó en las divisiones menores a los 16 años.
A inicios del 2015 llega al Club Atlético Cerro donde logra debutar profesionalmente de la mano de Gustavo Ferrin, además, jugó la Copa Libertadores 2017 donde logra anotarle un gol a Unión Española y tener un destacado año en el torneo uruguayo.
A mediados del 2017 fue a préstamo por una temporada y media a Unión Española para jugar la Primera División de Chile. Jugó la Copa Sudamericana 2018, siendo eliminado en primera ronda por Sport Huancayo. Iba teniendo un gran año en lo futbolístico, sin embargo, en julio del 2018 sufrió una rotura de ligamentos, lo cual lo dejó fuera de las canchas por un aproximado de 6 meses. Fue dirigido por Matín Palermo.
Luego de quedar como jugador libre, a mediados del 2019 se fue a la Segunda B de España para jugar por Burgos CF. Luego de no tener oportunidades, llega a un acuerdo con la directiva para la rescisión del contrato.

### Cienciano
El 22 de diciembre fue oficializado como nuevo refuerzo del Cienciano por toda la temporada 2020. Anotó su primer gol en la segunda fecha, en una goleada 4-0 a la Universidad San Martin. A pesar de la gran temporada con el elenco imperial y una oferta de Deportivo Municipal, no renovó su contrato debido a las ofertas que tenía de otros países por su gran año en lo individual.
El 28 de diciembre del 2020 se confirma como nuevo refuerzo de la Sociedad Deportivo Aucas por una temporada con opción a renovar una más. Reemplazó al argentino Alejandro Manchot, quien regresó a su país. Tuvo un semestre bastante bueno, por lo que su nombre sonó para reforzar al Club Olimpia.
A inicios del 2022 se oficializó como nuevo refuerzo de Albion FC, es recordado por el partido del Torneo Clausura contra Peñarol en el Estadio Campeón del siglo, donde Pizzorno realizaría 2 autogoles en un resultado final de 2 a 0.
Luego de haber estado un año sin jugar; a inicios del 2025 fichó por Los Chankas. Con Los Chankas jugó solo 5 partidos en el Torneo Apertura, rescindiendo su contrato.

## Clubes
| Club                      | País    | Año         | PJ | Goles |
| ------------------------- | ------- | ----------- | -- | ----- |
| Cerro                     | Uruguay | 2015 - 2017 | 26 | 2     |
| Unión Española (préstamo) | Chile   | 2017 - 2018 | 37 | 0     |
| Cerro                     | Uruguay | 2019        | -  | -     |
| Burgos C. F.              | España  | 2019        | 6  | 0     |
| Cienciano                 | Perú    | 2020        | 25 | 2     |
| Aucas                     | Ecuador | 2021        | 36 | 2     |
| Albion FC                 | Uruguay | 2022        | 29 | 3     |
| Alianza Atlético          | Perú    | 2023        | 23 | 3     |
| Los Chankas               | Perú    | 2025-act    | 5  | 0     |